# Мозров (печера)
Мозров (вірм. Մոզրով) — найглибша печера у Вірменії, знаходиться в Вайоцдзорській області, в 7 км від села Арені. Печера має гідротермальне походження. Довжина печери 3700 м, глибина 130 м. Стіни і склепіння печери покриті 10-сантиметровою корою кристалів кальциту, на які місцями лягли «холодні» карбонатні натікання різної морфології, маються сталактити. Протяжність печери близько 300 м (по прямій лінії — 170 м).
Ще в 1980-ті роки печера була закрита залізними дверима, тим самим людям заборонили входити до печери, щоб уникнути заподіяння шкоди природному стану печери.
Однак після здобуття незалежності печера були залишені без нагляду і була розграбована в буквальному сенсі слова. Люди, відвідуючи печеру, на пам'ять несли з собою сталактити і жовтуваті сталагміти.
В лютому 2012 р. стало відомо, що через природно-кліматичні умови, через вологість зафіксовано обвал на 20-му метрі печери, внаслідок чого кам'яна маса 40-50 м3 загородила вхід до печери. Кілька місяців тому (2012) професійна група в результаті дослідження на території печери виявила, що з обриву арки біля початку ями впало каміння, створюючи зсуви. Було відзначено, що основний обсяг печери не постраждав і цілісності печери нічого не загрожує, однак, у зв'язку геологічним і кліматичним впливом дуже небезпечним стала ділянка входу до печери.
Прийнято рішення, що після обвалів вхід до печери необхідно закрити, щоб холод і пил не проникали всередину, і природна волога в ній відновилася.